# Universidad Gardner–Webb
La Universidad Gardner–Webb (Gardner–Webb_University en inglés) es una universidad privada bautista, ubicada en Boiling Springs (Carolina del Norte), Estados Unidos. Es miembro de la Baptist State Convention of North Carolina (Convención Bautista del Sur).

## Historia
La universidad tiene su origen en la fundación de la Escuela Secundaria Boiling Springs en 1905 por la Asociación Bautista Kings Mountain y la Asociación Bautista Sandy Run. Abrió sus puertas en 1907. En 1928, la escuela se convirtió en un colegio universitario, Boiling Springs Junior College. En 1942 se le cambió el nombre en honor al gobernador del estado y su esposa, Oliver Max Gardner y Fay Webb-Gardner, quienes participaron en el desarrollo de la escuela. En 1993 se convirtió en universidad.

## Membresías
Es miembro de la Baptist State Convention of North Carolina (Convención Bautista del Sur).

## Deportes
Sus equipos deportivos participan en las competiciones universitarias organizadas por la NCAA, y forman parte de la Big South Conference.